# B. J. Young
Jerry Franklin „B. J.“ Young (* 23. Juli 1977 in Anchorage, Alaska; † 30. November 2005 in Vancouver, British Columbia, Kanada) war ein US-amerikanischer Eishockeyspieler, der im Verlauf seiner aktiven Karriere zwischen 1993 und 2005 unter anderem 242 Spiele in der American Hockey League (AHL) auf der Position des rechten Flügelstürmers bestritten hat. Zudem absolvierte Young eine Partie für die Detroit Red Wings in der National Hockey League (NHL).

## Karriere
Young verbrachte seine Juniorenzeit zwischen 1993 und 1997 in der Western Hockey League (WHL). Dort war der Stürmer zunächst eineinhalb Spielzeiten für die Tri-City Americans aktiv, ehe er innerhalb der Liga zu den Red Deer Rebels wechselte. Vor allem in seinen beiden kompletten Spieljahren bei den Rebels schöpfte Young sein Potential aus und sammelte 94 sowie 114 Scorerpunkte in den jeweiligen Spielzeiten. Mit seinen 114 Punkten in der Saison 1996/97 lag er auf dem fünften Platz der Scorerwertung. Seine 58 Tore stellten gar einen Bestwert dar, der ihm eine Berufung ins First All-Star Team der WHL bescherte. Im NHL Entry Draft 1997 wurde der Angreifer allerdings erst in der sechsten Runde an 157. Position von den Detroit Red Wings aus der National Hockey League (NHL) ausgewählt.
Die Red Wings nahmen den US-Amerikaner jedoch vor der Saison 1997/98 unter Vertrag und setzten ihn in den beiden folgenden Jahren in der American Hockey League (AHL) bei ihrem Farmteam Adirondack Red Wings ein. Er erreichte in beiden Spielzeiten mindestens 30 Scorerpunkte, fügte seiner Spielweise aber eine physische Komponente hinzu, sodass er teilweise als Enforcer fungierte und viele Strafminuten sammelte. Mit Beginn der Millenniumssaison 1999/2000 wurde der Flügelspieler von den Detroit Red Wings bei den Cincinnati Mighty Ducks eingesetzt, bei denen er ebenfalls zwei Spieljahre verbrachte. Ebenso kam er in der Saison 2000/01 auch bei den Manitoba Moose in der International Hockey League (IHL). In diesem zweijährigen Zeitraum absolvierte Young in der Spielzeit 1999/2000 seine einzige NHL-Partie für Detroit.
Über die Saison 2000/01 hinaus erhielt der 24-Jährige keinen Anschlussvertrag in der Organisation der Detroit Red Wings und kehrte daraufhin in seine Geburtsstadt Anchorage zurück. Dort schloss er sich nach einer Auszeit im Januar 2002 als Free Agent den Anchorage Aces aus der West Coast Hockey League (WCHL) an. Er blieb dem Team bis zum Ende der Spielzeit 2002/03, in der er als Mannschaftskapitän fungierte, treu. Danach pausierte er aus persönlichen und familiären Gründen ein Jahr lang, ehe er zur Saison 2004/05 für eine Spielzeit in das Nachfolge-Franchise, das nun als Alaska Aces am Spielbetrieb der ECHL teilnahm, zurück.
Am 30. November 2005 verunglückte Young bei einem Alleinunfall mit seinem Fahrzeug im Alter von 28 Jahren im kanadischen Vancouver tödlich, nachdem es zunächst gegen einen Baum und anschließend eine Straßenlaterne geprallt war.

### International
Für sein Heimatland nahm Young mit der U20-Nationalmannschaft der Vereinigten Staaten an der Junioren-Weltmeisterschaft 1997 in der Schweiz teil. Im Verlauf des Turniers, das für die US-Amerikaner mit dem Gewinn der Silbermedaille und damit auf dem zweiten Platz endete, absolvierte der Stürmer sechs Partien. Dabei sammelte er vier Scorerpunkte.

## Erfolge und Auszeichnungen
- 1997 Silbermedaille bei der Junioren-Weltmeisterschaft
- 1997 WHL East First All-Star Team

## Karrierestatistik

### International
Vertrat die USA bei:
- Junioren-Weltmeisterschaft 1997

(Legende zur Spielerstatistik: Sp oder GP = absolvierte Spiele; T oder G = erzielte Tore; V oder A = erzielte Assists; Pkt oder Pts = erzielte Scorerpunkte; SM oder PIM = erhaltene Strafminuten; +/− = Plus/Minus-Bilanz; PP = erzielte Überzahltore; SH = erzielte Unterzahltore; GW = erzielte Siegtore; 1 Play-downs/Relegation; Kursiv: Statistik nicht vollständig)